# 唐娜·格尔
唐娜·格尔（英語：Donna Gurr，1955年2月18日—），加拿大女子游泳运动员，主攻仰泳。她曾代表加拿大参加1972年夏季奥林匹克运动会游泳比赛，获得女子200米仰泳铜牌。